# Konecki
Konecki là một huyện thuộc tỉnh Świętokrzyskie của Ba Lan. Huyện có diện tích 1140 km². Đến ngày 1 tháng 1 năm 2011, dân số của huyện là 82679 người và mật độ 73 người/km².